# Mawashi

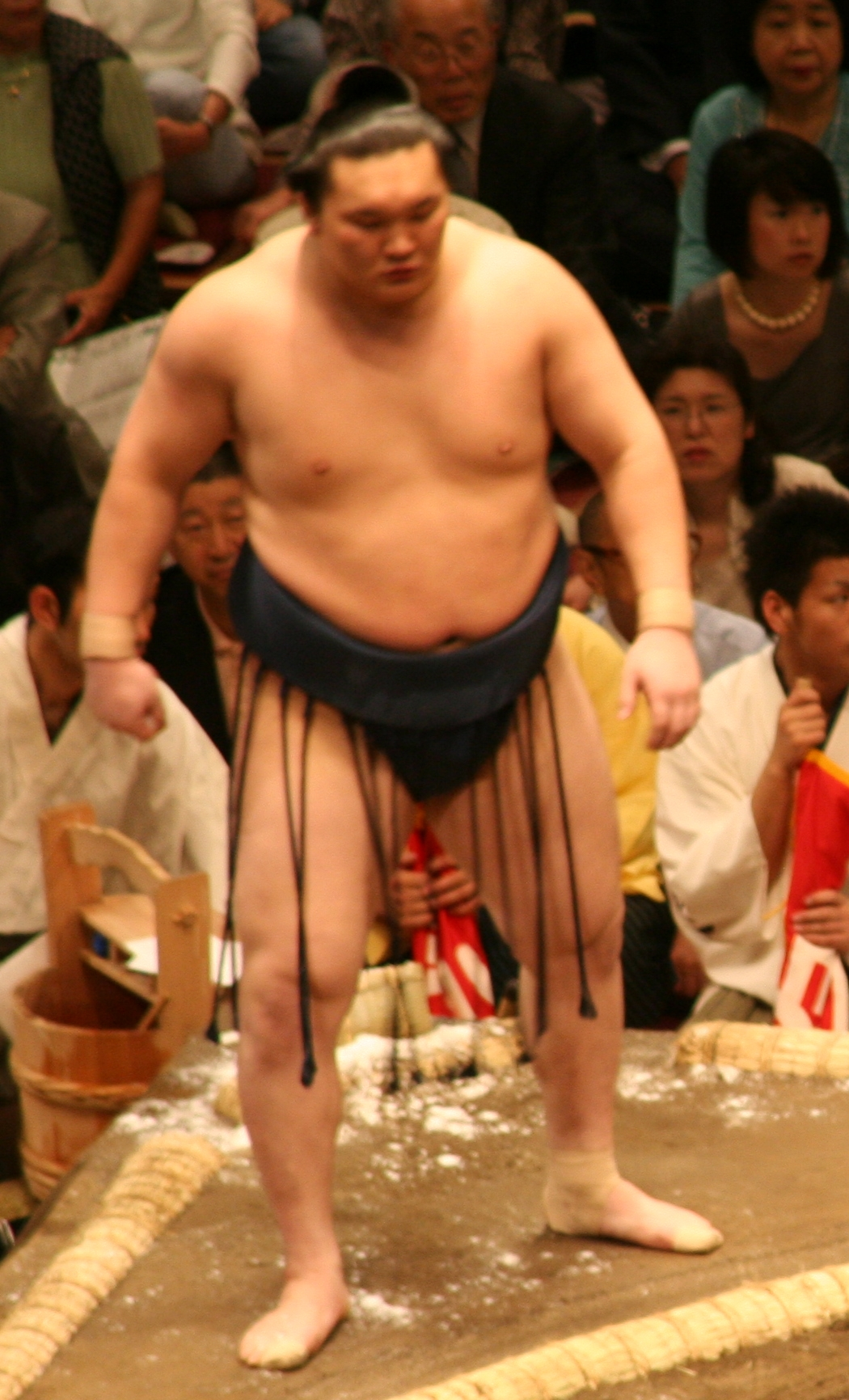

O Mawashi (em japonês:  廻し) é a espécie de cinto protetor que os lutadores de sumô utilizam durante a prática do esporte.